# Nagymartoni Pál
Nagymartoni Pál (†1351. július 23. előtt) vagy Mertensdorfi Pál országbíró (1328 – 1349) Károly Róbert és Nagy Lajos idején. Károly Róbert szilárd híve volt a Csák Máté elleni harcokban. Az országbírói intézmény szervezete az ő működése alatt szilárdult meg.

## Élete
Nagymartoni (Bajóti) Simon fia, két fiútestvére volt. 
Nővére Köcski Sándor felesége lett. Öccse, Lőrinc, Harsendorfer Ulving egyik lányát vette feleségül, akinek másik lánya Szécsényi Kónya felesége lett és így rokoni kapcsolatba került Károly Róbert leghatalmasabb bárójával, Szécsényi Tamás erdélyi vajdával. Egy a Nagymartoni család családfáján elhelyezhetetlen lány Osl nembeli III. Osl felesége, Ostfi Miklós és Ostfi Domokos anyja lett.
Nagymartoni Pál 1307 és 1349 között szerepel a történeti forrásokban. Károly Róbert híveként részt vett a Csák Máté és szövetségesei elleni harcokban. 1318-ban győri ispán.
Több, mint két évtizedig, 1328 – 1349-ig volt országbíró, egyúttal besztercei várnagy. Működése alatt állnadósult az országbírói intézmény szervezete. 1344-ben Vid nyitrai püspökkel együtt az avignoni pápai udvarban járt követségben, hogy Nagy Lajos király öccsének, Andrásnak nápolyi királlyá koronázásához támogatást szerezzen. 1349-ben talán harácsolása miatt váltották le az országbírói tisztségből.
Az avignoni követjárás eredménye lehet, hogy pecsétje nagyon hasonlított az avignoni bíborosi pecsétekre.

## Családja
Első felesége Erzsébet volt.
Második felesége Puchaimi Henrik szintén Erzsébet nevű lánya.

## Birtokai
Nagymartoni (Mertensdorfi) előnevét a Sopron vármegyei Nagymartonról (Mattersburg) kapta. Sopronon kívül Esztergom, Nógrád, Pozsony, Somogy, Komárom, Zala és Szabolcs vármegyében rendelkezett hatalmas területű birtokokkal, amelyeken 1346-ban megosztozott rokonaival.